# Мреже (роман)
Мреже је роман српског Писца Ериха Коша за који је овај књижевник 1968. године добио престижну НИН-ову награду за роман године. Овим романом Кош је избио у сам врх тадашње романсијерске продукције у Југославији.(реф - поговор)

## О роману
Као и у претходним својим делима и у роману Мреже Кош причу заснива на реалистичком приказу света, уносећи у своју нарацију и симболичку димензију. Романсирану слику стварности он гради сликајући природни амбијент, људе, и живот у једном сеоцету на јадранској обали средином 20. века. У том оквиру развија студију карактера актер романа.

### Радња романа
Главни јунак романа Мреже је 53-годишњи Александар Саша Корда, угледни београдски историчар уметности и архитекта. Он долази у мало село на Јадрану како би побегао од градске гужве, и све отужнијих друштвених, радних и породичних обавеза.
У уводном делу главни јунак, враћајући се авионом са једне међународне конференције, схвата колико је уморан од живота којим живи - живота успешне и угледне личности престоничког јавног и културног живота. Све мање је задовољан таквим животом и осећа да је цена коју плаћа, потпуно одрицање од сопственог живота зарад живота других, ипак превелика. Током једне шетње Калемегданом он, посматрајући реку добија жељу да и сам некуда крене, а потом да се склони у неко забито, усамљено место где ни са ким не би морао да разговара. Тако одлучује да се пресели у забито сеоце на јадранској обали, место какво је прижељкивао и у ком ће бити сам и миран, ослобођен оптерећујућег друштвеног окружења. За неколицину мештана он је странац и они се према њему тако и опходе, као и он према њима. Саша ужива у самоћи повезујући се са природом која га окружује, све до доживљаја својеврсне фатаморгане. Ипак, писац га не оставља у том стању. У седмом поглављу он га враћа у стварност. Добија писмо од супруге, која га критикује због неувиђавног одласка на одмор и шаље му приспеле рачуне за струју и телефон да их уплати, заједно са писмима са факултета, позивима на конференције и другом поштом. Истовремено он почиње да упознаје мештане и уплиће се у њихове животне „мреже”. Ипак, роман се не завршава Сашиним увиђањем заблуде. Он одлучује да крене даље, можда и да се врати у Београд, али ноћ пред одлазак, помажући познаници са плаже да извади из мора рибарску мрежу коју су заједно тога дана поставили он се, заронивши, симболично уплиће у исту ту мрежу и удави се. Тим чином авантура Александра Корде добија трагичан расплет
По свом основном осећању егзистенције он подсећа на многе ликове европске књижевности 19. и 20. века, незадовољних животом којим живе због раскорака између индивидуалне и колективне егзистенције, који модернизацијом постаје све већи. Кроз лик Александра Корда Кош описује осећај усамљеност, друштвене стеге, депресивност и сивило живота савременог човека. Према мишљењу књижевних критичара овај роман донекле подсећа на Камијевог Странца, дело које је Ками, иначе Кошов вршњак, написао двадесетак година раније. Попут Камијевог Марсоа и Саша Корда постаје странац у друштву у коме живи. Не уклапа се у друштвене обрасце и норме и не видећи излаз у прилагођавању и покоравању. Ипак, за разлику од Марсоа, он се одлучује за разлику од друштва.

## Награде
Године 1968. Кош је за роман Мреже добио престижну НИН-ову награду. Жири у саставу Велибор Глигорић (председник), Милош И. Бандић, Борислав Михајловић Михиз, Мухарем Первић, Ели Финци и Петар Џаџић своју одлуку донео је већином гласова.
У јесен 2005. за овај роман Кош је добио награду Кочићево перо, коју додјељује Задужбина „Петар Кочић”. Никола Вуколић, директор и главни и одговорни уредник Задужбине, истакао је да је роман Мреже након дужег временског периода поново штампан, овога пута у издању Задужбине.

## Екранизација
Награђени роман Мреже је својевремено екранизован и приказан на телевизији. Године 1972. према роману Мреже снимљен је ТВ филм У мрежи, у режији и према сценарију хрватског редитеља Марија Фанелија. Главну улогу архитекте Саше Корде глумио је Борис Бузанчић, а мештанку Ану Здравка Крстуловић.